# Titularbistum Polymartium
Polymartium (ital.: Bomarzo) ist ein Titularbistum der römisch-katholischen Kirche. Es geht zurück auf einen Bischofssitz in der Stadt Bomarzo, die sich in der italienischen Region Latium befindet.
| Titularbischöfe von Polymartium |                                                       |                                                        |                   |                  |
| Nr.                             | Name                                                  | Amt                                                    | von               | bis              |
| 1                               | Isidro Augusto Oviedo y Reyes                         | emeritierter Bischof von León en Nicaragua (Nicaragua) | 17. Mai 1969      | 31. Oktober 1969 |
| 2                               | Maurice Michael Otunga Titularerzbischof pro hac vice | Koadjutorerzbischof von Nairobi (Kenia)                | 15. November 1969 | 24. Oktober 1971 |
| 3                               | Henri Désiré Delrue                                   | Weihbischof in Reims (Frankreich)                      | 9. Oktober 1979   | 22. Mai 1982     |
| 4                               | Rosario Mazzola                                       | Weihbischof in Palermo (Italien)                       | 19. Juni 1982     | 23. Juli 1988    |
| 5                               | Ciriaco Scanzillo                                     | Weihbischof in Neapel (Italien)                        | 23. März 1989     | 31. Mai 2004     |
| 6                               | Thomas Gullickson Titularerzbischof pro hac vice      | Apostolischer Nuntius                                  | 2. Oktober 2004   |                  |